# Bureza
Bureza ist ein Bezirk (Ward) des Distriktes Muleba in der tansanischen Region Kagera.

## Geografie
Bureza liegt im Nordwesten von Tansania am Westufer des Victoriasees, östlich der Distrikthauptstadt Muleba. Die Fläche des Bezirks beträgt 32,38 Quadratkilometer, bei der Volkszählung 2022 lebten 8404 Menschen in 1941 Haushalten.

## Gliederung
Der Bezirk besteht aus vier Gemeinden (Mtaa) mit zwölf Orten (Kitongoji):
| Butembo - Butembo - Butalike | Bureza - Bureza - Kazirantemwa - Omumushenyi | Makarwe - Makarwe A - Makarwe B - Mahane - Igabiro | Kiholele - Kiholele - Kanoni - Kabanga |